# Mutter (歌曲)
"Mutter"（德译：母亲）是Rammstein的一首单曲，收录于同名专辑Mutter中。

## 简述
歌曲被Till Lindemann和Richard Kruspe证实跟他们不幸的童年与自己母亲关系有关，歌词讲述了一个从实验中而非子宫降生的孩子，因此他没有真正的父亲或母亲，他计划杀死那个“从来没有谁生下了他”的母亲和自己并进行了这个计划，但是，他还是没有杀掉自己，反而最终残缺不全也没有比从前更好，于是孩子为了体力开始乞求或祈祷，但他死去的母亲没有答复。歌曲讲述了类似科学怪人的故事，主角为自己的不幸遭遇在“家长”身上报仇，但在“家长”死后没有什么区别。